# リング劇場
リング劇場（リングげきじょう、ドイツ語: Ringtheater）は、かつてオーストリア・ウィーンに存在した歌劇場。アン・デア・ウィーン劇場と並ぶウィーンのオペレッタの中心地であった。ショッテンリングに面し、証券取引所の向かいにあった。

## 沿革

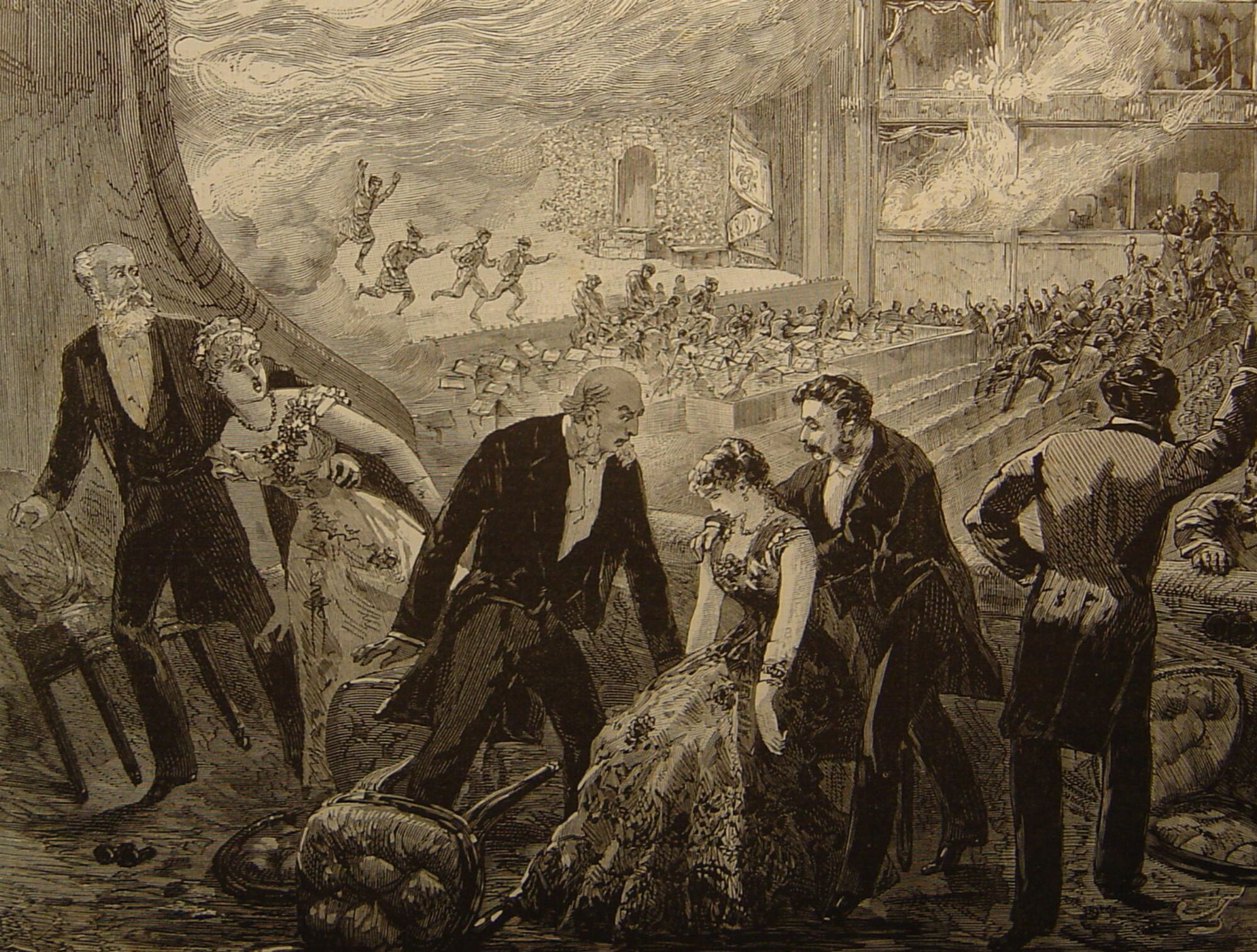
劇場内の火災

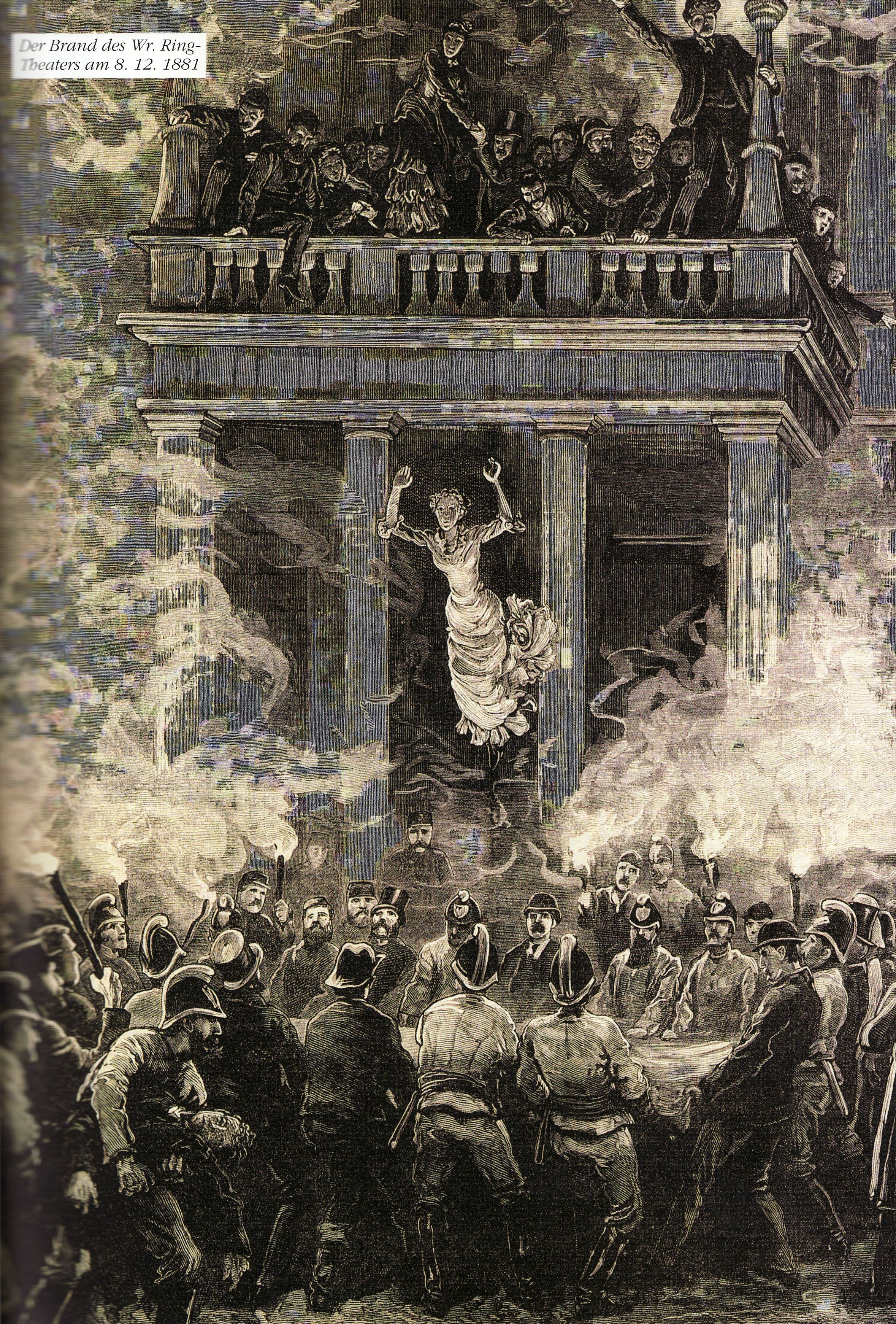
リング劇場入口の火災(Carl Pippich画)

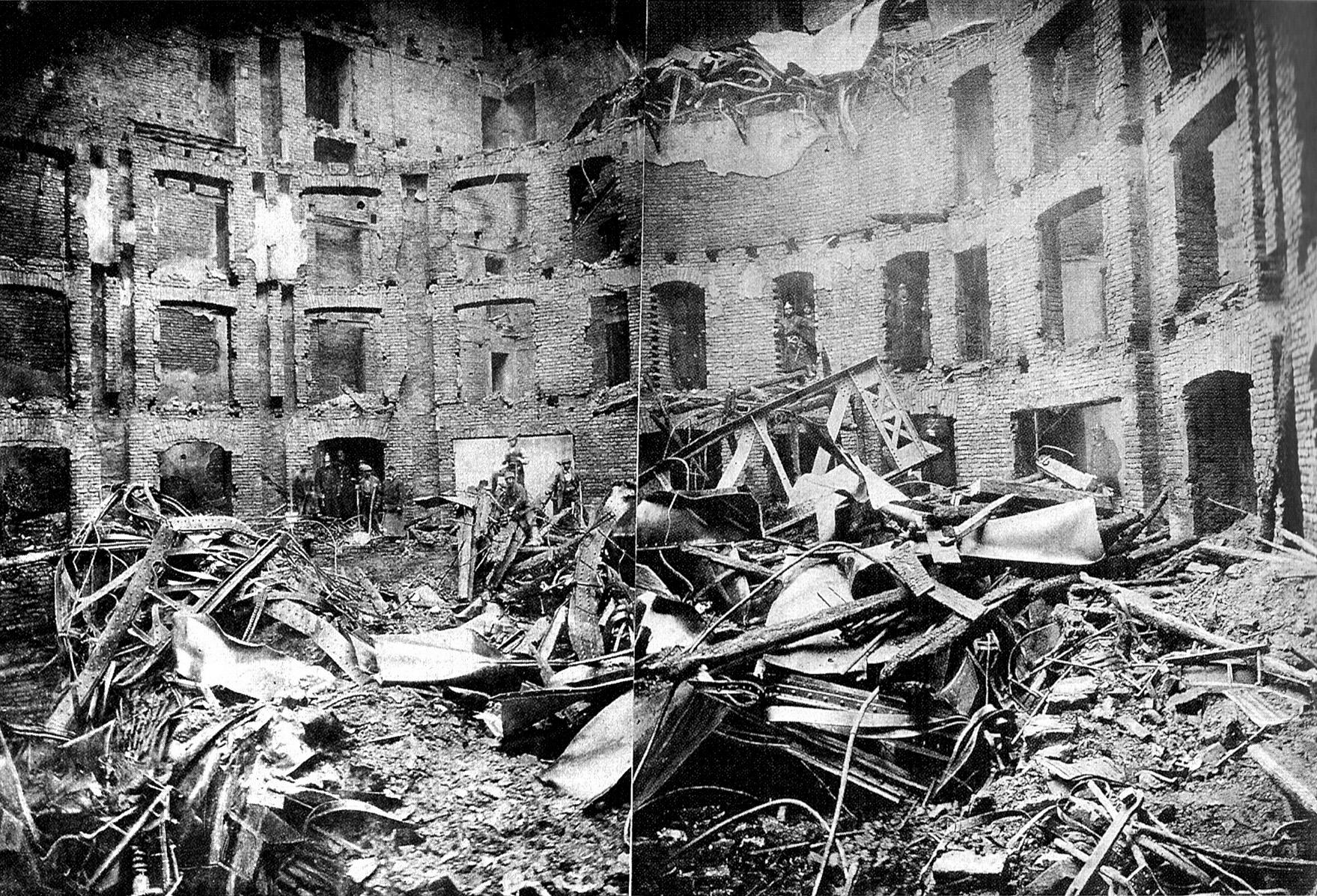
1881年12月8日のリング劇場火災跡

## 大火災
1881年12月8日、ホフマン物語が上演されることになっていたが、その上演前に舞台から出火して火災が発生した。警報装置は作動せず、いきなり客席の明かりが消えた。驚いた観客は一斉に出口に殺到した。しかしドアは内側にしか開かないようにできており、殺到した人々によって開くことができなくなってしまった。400人以上の死者を出し、「ウィーンの劇場史上最悪の惨事」と呼ばれた。この事故を受けて、ウィーンの街は一か月のあいだ喪に服し、公式行事なども一切中止された。
市民はエドゥアルト・ターフェ首相を責任者であるとして非難した。普段から帝国の方策に批判的なオーストリア皇太子ルドルフも、この惨事にかこつけて政府を厳しく糾弾した。
火災後の跡地にアパートが建てられ、フロイトが一時期最上階に住んでいた。このアパートは、第二次世界大戦中に破壊された。